# Poblano
Poblano är en hjärtformad, grön, 7-15 cm lång frukt, som tillhör spanskpeppar-familjen.
Vid tillredning ugnsrostas den, skalas därefter och används tillsammans med andra kryddor som smaksättare i den molesås, som används mycket i det mexikanska köket. Den används även som fylld till olika rätter så som chiles en nogada.
Styrkan är 1 000-1 500 scovillegrader.